# Daniel Reiter
Daniel Reiter (* 22. September 1983) ist ein österreichischer Fußballspieler. Aktuell spielt Reiter beim SC Bruck/Mur in der österreichischen Oberliga. 

## Karriere
Daniel Reiter begann seine Karriere beim USV Oberzeiring in der Steiermark. Über SV St. Peter ob Judenburg, dem FC Zeltweg und dem FC Judenburg kam er 2002 zum Kapfenberger SV. 2003 schaffte er mit den Falken den Aufstieg in die zweithöchste österreichische Spielklasse. Nach vier Jahren in Kapfenberg wechselte er 2006 zum SV Bad Aussee. Er schaffte mit den Ausseern abermals den Aufstieg in die zweite Liga. 2007 kehrte er zum Kapfenberger SV zurück und schaffte diesmal zum dritten Mal einen Aufstieg, diesmal den in die österreichische Fußball-Bundesliga, der höchsten österreichischen Spielklasse. Reiter gab sein Debüt in der Bundesliga am 18. Juli 2008 gegen die SV Ried. Er wurde in der 75. Minute ausgewechselt und bekam noch im gleichen Spiel wegen eines Foulspiels die gelbe Karte. Nach einem weiteren Spiel in der Bundesliga wechselte Reiter im Januar 2009 leihweise in die Regionalliga Mitte zum Wolfsberger AC nach Kärnten. Nachdem er im Sommer 2009 bei WAC sowie bei den Kapfenbergern keinen Vertrag erhalten hatte, wechselte er zum FSC Pöls in die steirische Unterliga Nord B, der sechsthöchsten Spielklasse Österreichs. Nach einem halben Jahr beim SC Liezen in der österreichischen Landesliga, erfolgte im Sommer 2010 der Wechsel zu SC Bruck/Mur. Dort blieb er bis Sommer 2012, danach ging er zum SV Unzmarkt/Frauenburg in die Unterliga Nord B.

## Erfolge
- 2× Meister der Österreichischen Regionalliga Mitte: 2003 (Kapfenberger SV), 2006 (SV Bad Aussee)
- 1× Österreichischer Zweitligameister: 2007/2008 (Erste Liga)

## Weblink
- Daniel Reiter in der Datenbank von transfermarkt.de